# Pachymatisma
Genre
Pachymatisma est un genre d'éponges marines de la famille Geodiidae.

## Liste d'espèces
Selon World Register of Marine Species (21 avril 2022) :
- Pachymatisma areolata Bowerbank, 1872
- Pachymatisma bifida Burton, 1959
- Pachymatisma johnstonia (Bowerbank in Johnston, 1842)
- Pachymatisma monaena Lendenfeld, 1907
- Pachymatisma normani Sollas, 1888